# Казал-ди-Камбра
Каза́л-ди-Ка́мбра (порт. Casal de Cambra)  —  район (фрегезия) в Португалии,  входит в округ Лиссабон. Является составной частью муниципалитета  Синтра. Находится в составе крупной городской агломерации Большой Лиссабон. По старому административному делению входил в провинцию Эштремадура. Входит в экономико-статистический  субрегион Большой Лиссабон, который входит в Лиссабонский регион. Население составляет 12 701 человек на 2011 год. Занимает площадь 2,40 км².
Покровителем района считается Святая Марта (порт. Santa Marta). 